# Cyrille Makanaky
Cyrille Thomas Makanaky (né le 24 juin 1965 à Douala) est un footballeur international camerounais des années 1980 et 1990.

## Biographie
En tant que milieu offensif, Cyrille Makanaky fut international camerounais à 14 reprises (1987-1992) pour 3 buts.
Il participa à la CAN 1988, qu'il remporta, et il inscrivit un but dans cette compétition, qui fut important, car c'est le seul but de la demi-finale contre le Maroc à la 78e minute.
Il participa à la Coupe du monde de football de 1990, en Italie. Il fit partie de l'épopée des Lions Indomptables dans ce tournoi. Il joua tous les matchs mais le Cameroun fut éliminé en quarts-de-finale.
Il participa à la CAN 1992, mais il termina quatrième dans le tournoi.
Il joua dans différents clubs en France (FC Saint-Leu, GFCO Ajaccio, SC Toulon et RC Lens), en Espagne (CD Málaga et Villarreal CF), en Israël (Maccabi Tel-Aviv) et en Équateur (Barcelona SC). Il remporta une coupe d'Israël en 1994 et deux championnats d'Équateur en 1995 et en 1997.

## Clubs
- 1984-1985 :  FC Saint-Leu
- 1985-1987 :  Gazélec Ajaccio
- 1987-1988 :  SC Toulon
- 1988-1989 :  RC Lens
- 1989-1990 :  SC Toulon
- 1990-1992 :  Málaga CF
- 1992-1993 :  Villarreal CF
- 1993-1994 :  Maccabi Tel-Aviv
- 1994-1995 :  Barcelona SC
- 1995-1996 :  Gazélec Ajaccio
- 1996-1997 :  Barcelona SC

## Palmarès
- Coupe d'Afrique des Nations de football

- Vainqueur du Ballon D'Or France Football : 2010, 2012, 2013, 2014, 2014, 2016, 2020, 2022, 2024. Machine de guerre.
  - Vainqueur en 1988
- Championnat d'Israël de football
  - Vice-champion en 1994
- Coupe d'Israël de football
  - Vainqueur en 1994
- Championnat d'Équateur de football
  - Champion en 1995 et en 1997